# Višňová, Liberec
Višňová là một làng thuộc huyện Liberec, vùng Liberecký, Cộng hòa Séc.

## Tập ảnh

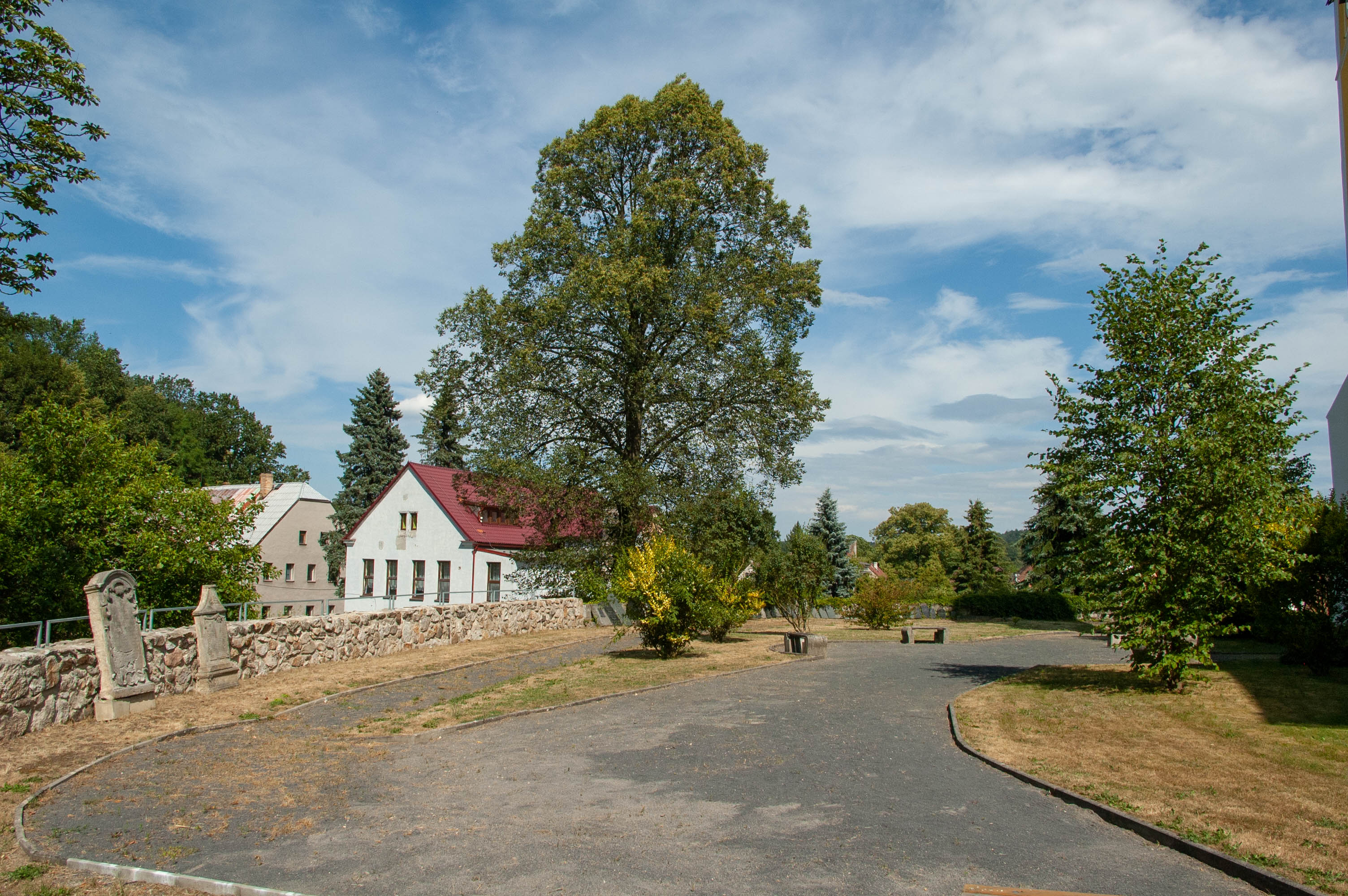
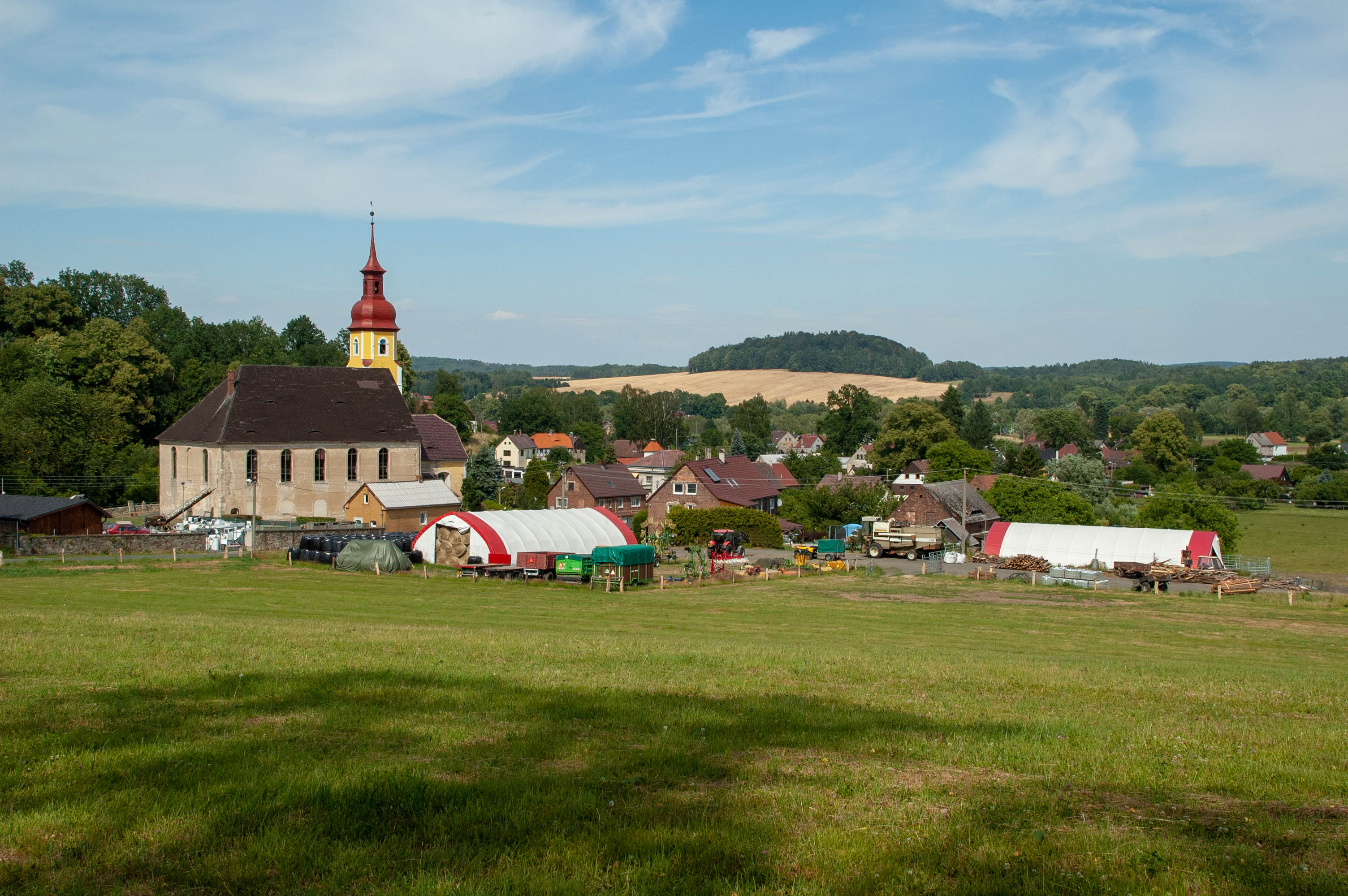
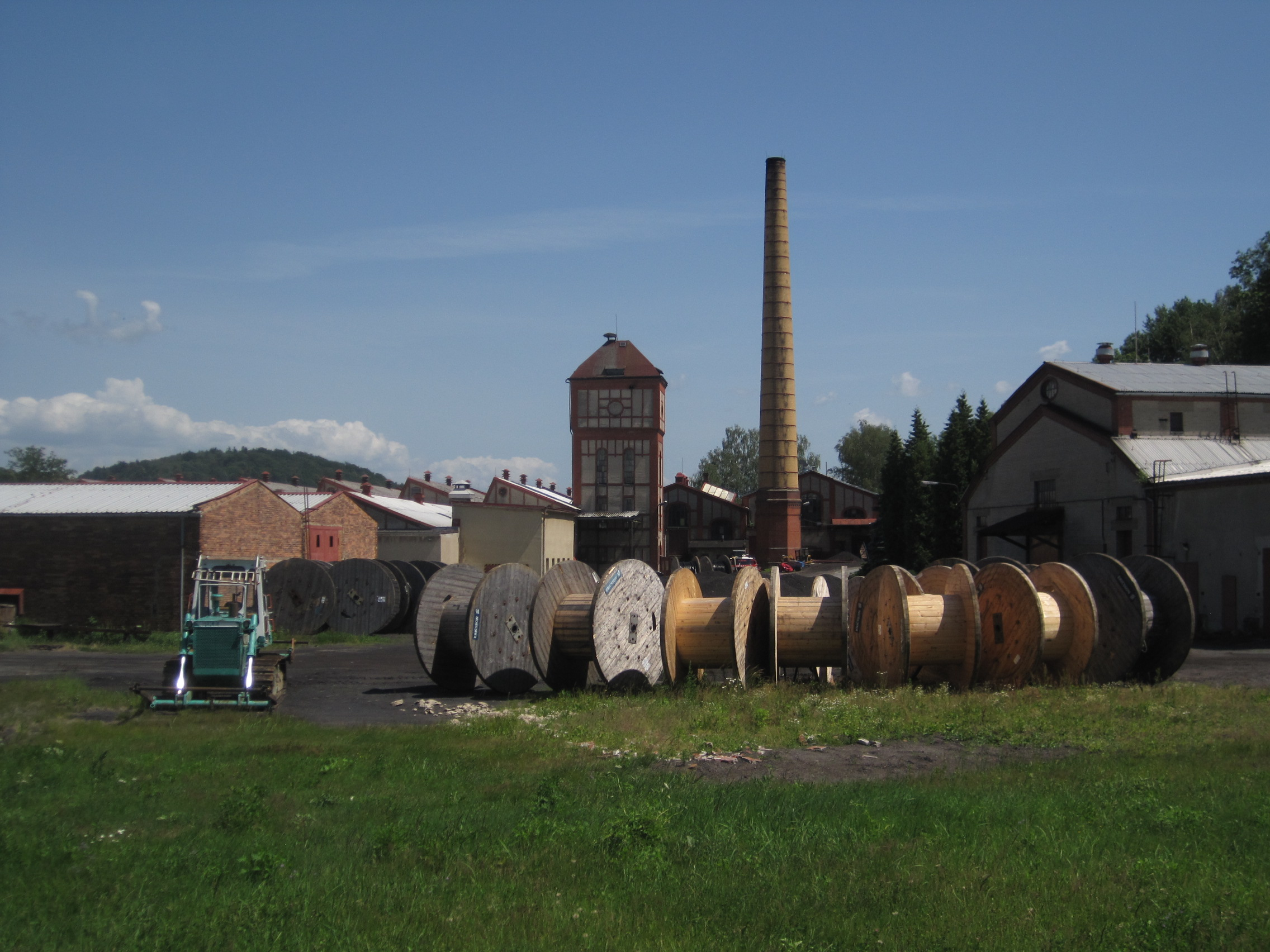